# Mors Syphilitica (album)
Mors Syphilitica è il primo album dei Mors Syphilitica.

## Tracce
1. Below The Baleful Star – 3:30
2. Whispers In The House Of Truth – 4:43
3. Dreams Of The Many – 3:41
4. Song For A Sick Child – 4:17
5. Fell A Dance – 3:57
6. The Vain Stroke – 3:17
7. The Woman Who Believed – 3:56
8. One Sad Thought – 4:09
9. Passing Shadows – 3:20
10. A Lullaby Of Sorts – 7:15